# Nikita Salogor
Nikita Leontiévich Salogor (en ruso: Никита Леонтьевич Салогор, en rumano: Nichita Leontie Salogor o Salagor, en ucraniano: Микита Леонтійович Салогор, Mikita Leontiyovych Salohor; 15 de agosto de 1901-24 de junio de 1982) fue un político soviético que se desempeñó como primer secretario del Partido Comunista de la República Socialista Soviética de Moldavia entre 1942 y 1946. De raíces rumano-ucranianas o moldavas, su madre fue kulak, por lo que la denunció abiertamente más tarde en su vida. La carrera temprana de Salogor ocurrió en instituciones agrícolas de la República Socialista Soviética de Ucrania y la República Socialista Soviética Autónoma de Moldavia, donde también avanzó políticamente. Tras el avance soviético en Besarabia en 1940, se unió al liderazgo de la República Socialista Soviética de Moldavia. Inmediatamente ascendido a Secretario Júnior del Partido Comunista, fue incorporado a su Politburó a principios de 1941 y participó en una campaña de reclutamiento de mano de obra, que el historiador Ion Varta describe como relacionada con la deportación de rumanos nativos.
Poco después del ataque alemán a la Unión Soviética, Salogor y otros líderes del Partdo Comunista de la RSS de Moldavia se retiraron a RSFS de Rusia, pero aún intentaron ejercer el mando sobre las unidades partisanas que se organizaban en Besarabia . Durante este intervalo, Salogor pudo reemplazar a Piotr Borodin, asumiendo el puesto de Borodin como Primer Secretario. Finalmente regresó a la Moldavia soviética en marzo de 1944 y se unió al gobierno provisional formado en Soroca. Durante y después de la reconquista de la región en agosto de 1944, se involucró en la reconstrucción de las estructuras del partido y en la investigación de la expansión de la resistencia anticomunista. También gestionó las respuestas a la hambruna de Moldavia y creó la Universidad Estatal de Moldavia.
Fomentando el comunismo nacional y etiquetado póstumamente como moldovenista, Salogor adelantó un proyecto irredentista, con la esperanza de aumentar la RSS de Moldavia anexando a toda la Moldavia rumana, así como Budjak y Bukovina. Estas propuestas amenazaron la integridad territorial de la República Socialista Soviética de Ucrania y, como tal, fueron vetadas por Nikita Jrushchov. Salogor perdió sus puestos en el Partido Comunista de la RSS de Moldavia poco después y fue enviado a trabajar como gerente agrícola en Krasnodar Krai. Se le permitió regresar en 1950, cuando el presidente del Consejo de Ministros, Gherasim Rud, le asignó puestos menores en su gabinete. Su intento de socavar a su sucesor como Primer Secretario, Nicolae Coval, resultó en otra degradación. Solo fue incluido en el Comité Central en la década de 1970, momento en el que ya estaba jubilado y enfermo.

## Biografía

### Primeros años
Salogor nació el 15 de agosto de 1901, aunque algunas de sus biografías oficiales indican que fue en 1902. Su lugar de nacimiento fue en el pueblo de Konstantinovka, que entonces formaba parte de la gobernación de Jersón, Imperio ruso (actualmente en el Óblast de Mykolaiv, Ucrania). A partir de 1924, las áreas cercanas a Konstantinovka fueron absorbidas por la RASS de Moldavia, creada para los rumanos y moldavos en la RSS de Ucrania; la mayor parte de la actual Moldavia, o la histórica Besarabia, estaba en ese momento unida con Rumania. La historiadora Lilia Crudu sostiene que Salogor, al igual que su colega Nicolae Coval, se convirtió en "moldavo" sólo como sinónimo de sus orígenes geográficos en esa zona, donde también recibió su formación comunista; señala que Salogor no era un hablante nativo de rumano o "moldavo". De manera similar, el autor de etnia rumana Ion Costaș ve a Salogor y Coval como "ideologizados sin medida" y que ya no pertenecen a una cultura étnica específica. Esto contrasta con otro erudito, Igor Cașu, quien señala que Salogor era un rumano étnico de Ucrania, y al mismo tiempo un moldavo; Cașu los considera como dos identidades complementarias. La etiqueta de "moldavo" también aparece en la rúbrica de nacionalidad en sus archivos políticos.
Aunque se describe en los registros oficiales como un campesino pobre con solo una educación secundaria, permanece atestiguado que la familia Salogor tenía orígenes sociales "insalubres" según las definiciones de clase soviéticas, y por esta razón Nikita cortó todos los vínculos con sus parientes. Según sus propias palabras, había dejado de comunicarse con su madre en 1918, cuando ella se había vuelto a casar; en 1930, se vería envuelta en la campaña de deskulakización. Salogor se mudó a otras áreas de Ucrania en 1924, ocupando una variedad de trabajos en empresas agrícolas. Fue director de proyectos agrícolas en los distritos de Rîbnița y Ocna Roșie (1933-1935) antes de integrarse en el establecimiento político de la RASS de Moldavia. Salogor se mudó allí en 1930, como parte de una ola de recién llegados que estaban destinados a infundir las estructuras políticas locales con un estalinismo más estricto. Para entonces era un miembro con tarjeta del Partido Comunista de la Unión Soviética, que siguió siendo su única afiliación hasta 1940.
En 1937, Salogor se graduó de la Academia Ucraniana de Comisarios del Pueblo en la Industria Alimentaria y de la Academia Stalin de Moscú. El mismo año, fue elegido como diputado del Sóviet Supremo de la Unión Soviética y, en 1939, era el líder regional soviético en el distrito de Slobozia. A finales de junio de 1940, las fuerzas soviéticas ocuparon Besarabia. La mayor parte de la región se fusionó con áreas previamente incluidas en la República Autónoma, para formar la República Socialista Soviética de Moldavia, mientras que Budjak en el sur y el condado de Hotin en el norte se incorporaron a la República Socialista Soviética de Ucrania. Salogor se trasladó a la nueva república y en agosto de 1940 se convirtió en secretario subalterno del Partido Comunista de la RSS de Moldavia, bajo el mando de Piotr Borodin. También fue presidente del Sóviet del condado de Orhei. Durante las elecciones legislativas de 1941, se convirtió en diputado por Telenești en el Sóviet Supremo de la República Socialista Soviética de Moldavia.
Entre agosto y noviembre de 1940, Salogor participó personalmente en la campaña para reclutar mano de obra besarabiana para la industria soviética. Su informe sobre la "movilización organizada de la mano de obra para la industria soviética" reconoció que se alistaron 59.500 personas de "la antigua Besarabia", pero expresó su descontento, ya que se redujo por debajo de los 77.000 previstos. Salogor se comprometió a ejercer un "control riguroso" y asegurar el cumplimiento de las cuotas. El historiador Ion Varta cree que la campaña de reclutamiento fue parte de la deportación masiva de rumanos, ya que sus principales objetivos eran las regiones rurales "con una abrumadora mayoría rumana" y constituyó una "política premeditada de destruir el elemento rumano [de Besarabia], con el fin de para disminuir su peso en relación con los grupos minoritarios de habla rusa". Un informe anterior de la Comisión Presidencial para el Estudio de la Dictadura Comunista en Rumania señaló que tales interpretaciones son "exageradas", ya que una parte significativa de los trabajadores se inscribieron voluntariamente debido a la pobreza imperante y la astuta propaganda soviética. Los líderes de la RSS de Moldavia informaron que 5.110 reclutas de la ola inicial regresaron porque se los consideró no aptos o no pudieron ser acomodados. Según Varta, esto aseguró que "toda la población [...] pronto se enterara de la verdad sobre las condiciones infernales en las que se ponía a trabajar a los reclutas, un asunto que luego empujó a los besarabianos rumanos a resistir las políticas impuestas por las autoridades de ocupación soviéticas".

### Liderazgo durante la guerra
En julio de 1941, cuando Salogor se unió al Politburó del Partido Comunista de la RSSM, la Alemania nazi comenzó su ataque contra la Unión Soviética ; en Besarabia, esto también involucró a las tropas rumanas, que lograron anexar la región. El partido comunista local se reorganizó más hacia el interior, pero sus estructuras territoriales se desintegraron, y el propio Salogor se trasladó a Odesa el 14 de agosto. Luego se le encomendó la tarea de comunicarse con los partisanos soviéticos en Besarabia, efectivamente como su líder. Si bien la mayoría de sus antiguos subordinados se unieron al Ejército Rojo, Salogor continuó haciendo trabajo político. En noviembre de 1941, estaba en Leninsk como una de las tres figuras políticas que todavía representaban a la dirección del PCM, junto con MM Bessanov y BI Kondratenko.
Borodin había sido adscrito al Frente Sur, lo que le dio a Salogor el control del partido; sin embargo, hizo repetidos intentos de reafirmar su tutela personal. En marzo de 1942, el Comité Central del PCM investigó los orígenes sociales de Salogor, pero pudo persuadir a sus colegas, incluido Borodin, de que era un cuadro confiable. Ambos hombres intentaron obtener una mayor financiación del gobierno soviético, y Salogor pidió 222.000 rublos para financiar un gobierno de cinco hombres de la República Socialista Soviética de Moldavia (esta solicitud fue denegada, probablemente porque era excesivamente alta). En ese contexto, Salogor siguió siendo Secretario Júnior hasta 1946, pero también suplantó a Borodin para convertirse en Primer Secretario del Partido Comunista de la RSS Moldava, el 7 de septiembre de 1942. Logró derrocar a su rival informando sobre la insubordinación y las tácticas violentas de Borodin. Sin embargo, no pudo persuadir completamente a sus supervisores soviéticos, quienes simplemente lo reconocieron como un líder interino del partido; sus poderosos rivales incluían a Nikita Jrushchov, quien consideraba al partido local moldavo como un anexo de los Partido Comunista de la RSS de Ucrania.
El 24 de junio de 1942, Salogor recibió del coronel Abayev un plan para organizar unidades partidistas en Besarabia, descritas por el historiador Anton Moraru como "grupos de terroristas y distractores". Después de la victoria en Stalingrado a principios de 1943, el Ejército Rojo tomó la ofensiva y Salogor se convirtió en un participante más directo en las operaciones militares. Participó personalmente en la selección de cuadros del PCM para misiones detrás de las líneas enemigas. Cuando los soviéticos restablecieron su presencia en tierras ucranianas, Salogor pidió a Nikolái Frolov que asumiera el mando de las unidades partisanas en Besarabia. Como informa Frolov, en realidad no existían tales unidades, principalmente porque "elementos hostiles" mantenían la región en pleno control. Algunos grupos multinacionales designados por Moldavia se establecieron en septiembre, cuando participaron en un ataque a la estación de tren Shepetivka, en la parte de la RSS de Ucrania ocupada, y supuestamente mataron a unos 2.000 alemanes. Según Moraru, estas unidades estaban compuestas generalmente por rusos moldavos y ucranianos, con sólo "20 moldavos rusificados " registrados en 1944. Durante la Batalla del Dniéper a finales de 1943, Salogor también estuvo en contacto con los partisanos ucranianos, informando sobre sus ataques al Ejército Insurgente Ucraniano, en preparación para la eventual captura de Kiev.

La República Socialista Soviética de Moldavia en marzo-agosto de 1944, que muestra los centros de resistencia de primera línea y antisoviéticos o prosoviéticos

Desde marzo de 1944, la conquista soviética del norte de Besarabia lo vio viajar a Soroca, que se convirtió en la capital provisional de una República Socialista Soviética de Moldavia. Fiódor Brovco se hizo cargo del Sóviet Supremo de la República Socialista Soviética Moldavia, mientras que Salogor continuó ejerciendo el liderazgo del partido comunista como "Segundo Secretario". La ofensiva también llevó al Ejército Rojo a controlar la gobernación de Transnistria de Rumania, incluida la antigua ASSR de Moldavia, partes de la cual fueron devueltas a la república de Moldavia. Siguió una evacuación de la población local. Mijaíl Markeyev, jefe de la NKVD en el gobierno de Soroca, informó a Salogor que esta operación se llevó a cabo de manera abusiva, lo que solo podría generar "críticas severas" contra los soviéticos que regresaban. Salogor repitió ese punto en cartas que envió al general Iván Susaikov del 2.º Frente Ucraniano, detallando el saqueo sistemático del Ejército Rojo en Besarabia. Cuando Susaikov lo ignoró, Salogor se dirigió a Gueorgui Malenkov, del Orgburó, informándole que tal abuso "creó un terreno favorable para el surgimiento de actividades ilegales antisoviéticas". En ese momento, argumentó que un movimiento contra la requisa del Ejército Rojo, que provocó un motín en Ochiul Alb, estaba siendo alentado por grupos clandestinos de extrema derecha, a saber, el Partido Nacional Cristiano y la Guardia de Hierro. Durante el mes de mayo, el propio Salogor fue informado de un ataque de irregulares antisoviéticos que había provocado la incapacidad de la célula del PCM en Ciulucani. Observó con preocupación la extensión de la evasión del servicio militar y, en junio, exigió un recuento de desertores.
En julio, Salogor viajó a Moscú para solicitar financiación y el restablecimiento de la prensa política de la República Socialista Soviética de Moldavia. Como resultado, se le encomendó la reedición del diario Moldova Socialistă, que anteriormente había sido dirigido desde Moscú por un panel de periodistas (entre los que se encontraban Emilian Bucov, Bogdan Istru y Sorin Toma). Esto ocurrió justo cuando el Ejército Rojo estaba tomando el control total de Besarabia, lo que significa que Salogor podría regresar para ejercer sus asignaciones políticas desde Chișinău. Poco después, viajó a la ciudad de Iași, confiscando muebles y suministros para que sirvieran de base material para el nuevo patrimonio del Partido Comunista de la RSS de Moldavia. El botín, que incluía bañeras, colchones y retratos familiares, se envió a Chișinău en 45 vagones de tren. En agosto o septiembre de 1944, Salogor le pidió a Malenkov que reabriera el Colegio de Profesores de Moldavia y formara una Universidad Estatal a su alrededor. Esta última institución se fundó finalmente, en abril de 1946, pero, como su personal se quejó a Salogor, su existencia seguía siendo puramente formal. Salogor también participó en la reforma del Instituto de Investigación Científica de Moldavia, sobre la base de las sugerencias formales hechas por el académico Uładzimir Piczeta . Esta actividad es descrita por los historiadores Ion Xenofontov y Lidia Prisac como la raíz del "adoctrinamiento" anti-rumano, creando las "condiciones políticas necesarias para difundir la propaganda 'moldovenista ' en toda la sociedad, como un medio de su erradicación etnonacional".
Entre esas fechas, en una sesión plenaria del PCM de enero de 1945, Salogor todavía se quejaba de que los rusos moldavos cultivaban el antirrumanismo y la hostilidad hacia los moldavos, a quienes describían como "furtivos" y "fascistas". En marzo de 1946, Stalin llamó a Markeyev, a quien Salogor había denunciado como perseguidor de la población local. Sin embargo, el Primer Secretario también vio a Besarabia como atrasado, identificando a las mujeres moldavas como un vector de conservadurismo religioso. Con base en este argumento, le pidió a Malenkov que aprobara el establecimiento de secciones regionales femeninas del PCM. Durante las Plenarias de 1945 y 1946, planteó la cuestión de la resistencia antisoviética en la República Socialista Soviética de Moldavia, que consideró alentada directamente por la Iglesia Ortodoxa y los Inochentistas. Describió a los resistentes como "traidores" y kulaks, y relató que un hombre rumano se jactaba abiertamente de haber educado a sus hijos para que fueran "fascistas". Hizo especial hincapié en los saboteadores que trabajaban para interrumpir los ferrocarriles de Moldavia. Cuando los miembros de un grupo de estudiantes en Vadul lui Vodă fueron etiquetados como fascistas y objetaron los cargos, Salogor tomó su respuesta como prueba de que eran una organización sólida de anticomunistas.

### Irredentismo y reacción violenta

Mapa de una hipotética RSS de Moldavia ampliada, basado en las diversas propuestas recopiladas por Salogor.
Mapa de la RSS de Moldavia en 1947 El área sombreada representa la antigua gobernación de Besarabia; Las áreas delineadas representan el antiguo Ducado de Bucovina (al oeste) y la ASSR de Moldavia desmantelada (al este).

Cuando el Ejército Rojo también comenzó la ocupación de Rumania, Salogor comenzó a hacer campaña para establecer un nuevo estado moldavo bajo el dominio soviético, que se habría extendido tanto a Rumania (Moldavia occidental, como a los condados de Năsăud y Maramureș), y la República Socialista Soviética de Ucrania (Budjak). al sur, Bucovina al norte); su territorio habría sido significativamente mayor que el Principado de Moldavia del siglo XVIII. El 29 de junio de 1946, el Sóviet Supremo de la RSS de Moldavia hizo públicos los objetivos irredentistas, proclamando ante todo la necesidad de "liberar [las tierras de Moldavia] del yugo de los boyardos y capitalistas rumanos".
Como señalaron los críticos rumanos, el proyecto formaba parte de un mecanismo de "extorsión" soviético, destinado a aumentar las presiones sobre los delegados rumanos en la Conferencia de Paz de París, que estaba programada para comenzar en julio. Salogor presentó personalmente la propuesta en un informe colectivo y la presentó para que la revisara el primer ministro Iósif Stalin. Su contribución directa fue una carta de presentación, que defendía la majestuosa unidad de los "moldavos" y la importancia económica de Budjak, mientras que otras partes del documento repetían propuestas hechas por primera vez por académicos afiliados al PCM en 1943. Como señaló Cașu, constituyó la muestra más temprana de " comunismo nacional " y "moldovenismo" en la Besarabia soviética, pero también fue un intento de Salogor de legitimar su régimen.
Aunque fue reelegido para el Sóviet Supremo en febrero de 1946, Salogor perdió todos sus puestos ejecutivos el 18 de julio (con Coval regresando como Primer Secretario). Fue retirado a la fuerza a Moscú, para someterse a una formación ideológica. Según Cașu, esto probablemente se debió a que la carta de Salogor era explícita al exigir la anexión de tierras ucranianas, una idea que Jrushchov y el establecimiento ucraniano encontraron especialmente desagradable: un estado moldavo habría validado implícitamente las reclamaciones rumanas en Besarabia, Bucovina y Budjak. Esta noción está respaldada en parte por el historiador Ruslan Șevcenco, quien sostiene que los ucranianos de Moldavia en el liderazgo del partido comunista se aseguraron de ignorar la propuesta de Salogor. Mientras Coval seguía siendo "cobarde y egoísta" cuando se trataba de informar sobre la hambruna de Moldavia de 1946, Salogor documentó su impacto en sus cartas a Anastás Mikoyán, el ministro de Comercio Exterior. Aunque esos textos proponían reducciones masivas en las cuotas de cereales que la República Socialista Soviética de Moldavia le debía a Moscú, Cașu señala que lo más probable es que no hayan tenido ningún papel en la caída de Salogor.
Coval asumió el liderazgo como partidario de Jrushchov y fue responsable de que la república renunciara a su acceso al Mar Negro (en Palanca) a favor de Ucrania. En 1948, Salogor supervisaba la producción de hortalizas en el Krái de Krasnodar, y finalmente se le permitió volver a la República Socialista Soviética de Moldavia en 1950. Pidió al primer ministro de la RSS de Moldavia, Gherasim Rudi, que le asignara una cartera del gobierno, pero se negó rotundamente a ser nombrado ministro subalterno de silvicultura; sólo aceptó un nombramiento temporal como Ministro Júnior de Carnes y Lácteos, y se le prometió un nombramiento futuro como Ministro de Industria Local. Fue reconfirmado en el Sóviet Supremo en las elecciones de 1951, como diputado del distrito de Vărăncău, aunque en realidad era un residente de la capital, Chișinău.
Desde enero de 1947, Salogor había estado involucrado en intentos de socavar a Coval al exponer sus vínculos familiares con grupos pro-rumanos en Besarabia. Dirigió ataques similares contra Rudi en el Plenario del PCM de julio de 1950, pero esto sólo resultó en que sus propios orígenes sociales "malsanos" fueran puestos a discusión. Rudi también cuestionó la competencia de su rival y mencionó anécdotas humillantes sobre el mandato ministerial de Salogor. Salogor fue degradado a gerente del Moldavian Vegetables 'Trust, cargo que eventualmente perdería el 1 de julio de 1957. Artiom Lázarev, el ministro de Cultura de la RSS de Moldavia, hizo otro intento de obtener la anexión de Budjak en 1959.
Salogor sirvió en otros cargos menores hasta 1959, cuando cobró su pensión, pero fue readmitido en el Comité Central del PCM en 1971 y reconfirmado en 1976. En ese momento, el PCM había estado bajo el liderazgo de Iván Bodiul —considerado por Costa— como más comprometido con la autonomía de Moldavia que Salogor. Sin embargo, ningún líder del PCM o erudito presentó otra demanda territorial sobre Ucrania, hasta abril de 1990. Durante el intervalo, algunos políticos todavía hicieron referencias indirectas a Moldavia Occidental como un irredenta, dejando que la causa de los territorios ucranianos fuera abrazada por disidentes como Alexandru Usatiuc-Bulgăr. Habiendo caído gravemente enfermo en 1980, Salogor suplicó al Comité Central del Partido Comunista de la Unión Soviética, pidiendo recibir sus privilegios de nomenklatura, incluida una pensión mayor. Aunque fue revisado favorablemente por sus colegas moldavos, la solicitud fue denegada en Moscú. Vivió el resto de su vida en la República Socialista Soviética de Moldavia y murió en Chișinău el 24 de junio de 1982. Recibió la Orden de la Guerra Patriótica de Primera Clase, la Orden de la Revolución de Octubre y la Orden de la Bandera Roja.